# José Espinosa Lozano
José Espinosa Lozano (Linares, 1948) és un jutge jubilat. Va prendre possessió com a titular del Jutjat d'Instrucció número 2 d'Eivissa al juliol de l'any 1999.
El 1978 va ser acceptat a les llistes per l'oposició d'alumnes de l'Escola Judicial per al seu ingrés posterior en el Cos de Jutges de Districte. El 1979 es va presentar a les oposicions del Cos de Secretaries de Jutjats de Districte i fou aprovat.
El 1981, essent Secretari judicial va deixar el Jutjat d'Instrucció nº 10 de Barcelona. per passar a Primera Instrucció número 16.
El 1990, essent Secretari judicial de la segona categoria, va passar del jutjat de primera instancia 16 al d'instrucció 2 de Barcelona.
El 1991 va publicar el llibre "Problemas procesales en derecho de familia".
El novembre de 1991 se li atorgà la seva primera plaça de jutge titular, al jutjat d'instrucció número 2 de Linares.
El 1992 fou jutge substitut del Jutjat de Primera Instància i Instrucció número 1 de Linares (Jaén).
El 1994 fou traslladat a Vilanova i la Geltrú.
El 1997 es va promoure a la categoria de magistrat, des del Jutjat de Primera Instància i Instrucció 5 de Vilanova i la Geltrú al jutjat de Primera Instància i Instrucció 1 de Santiago de Compostel·la.
El 1999 fou traslladat a Eivissa al Jutjat de Primera Instància i Instrucció número 2 d'Eivissa.
El 2011 fou elegit president de la Junta Electoral de la zona d'Eivissa per les Eleccions generals espanyoles de 2011.
El 2012 se li va atorgar la Creu al mèrit policial amb distintiu blanc.
El 2013 va firmar, juntament amb una llarga llista de jutges, el Manifest en defensa de la independència judicial.
El 2015 fou escollit com un dels vocals de la Junta Electoral de la zona d'Eivissa per les Eleccions generals espanyoles de 2015.
Va començar el judici del Cas Eivissa Centre però fou apartat per una denúncia d'un dels implicats.
El 2016 es jubilà de jutge.
| Data del decret de trasllat | Jutjat                                                                        | Província     |
| --------------------------- | ----------------------------------------------------------------------------- | ------------- |
| ?                           | Jutjat de Primera Instància número 10 de Barcelona (com a secretari)          | Barcelona     |
| 29 de juliol de 1981        | Jutjat de Primera Instància número 16 de Barcelona (com a secretari)          | Barcelona     |
| 5 de setembre de 1990       | Jutjat d'Instrucció número 2 de Barcelona (com a secretari)                   | Barcelona     |
| 12 de novembre de 1991      | Jutjat de Primera Instància i Instrucció número 2 de Linares                  | Jaén          |
| 7 d'abril de 1994           | Jutjat de Primera Instància i Instrucció nº 5 de Vilanova i la Geltrú         | Barcelona     |
| 7 de febrer de 1997         | Jutjat de Primera Instància i Instrucció número 1 de Santiago de Compostel·la | Corunya       |
| 18 de juny de 1999          | Jutjat de Primera Instància i Instrucció número 2 d'Eivissa                   | Illes Balears |